# Ouanne (Yonne)
Pour les articles homonymes, voir Ouanne.
Ouanne est une commune française située dans le département de l'Yonne en région Bourgogne-Franche-Comté.
Ses habitants sont appelés les Ouannais.

## Géographie
La commune française métropolitaine la plus éloignée d'Ouanne est Bonifacio située à 831,6 km à vol d'oiseau. La ville la plus proche: Auxerre se situe à 24 km.
Du centre du pays partent différents chemins secondaires:
L'ancien chemin d'Orléans à Auxerre, que suivaient les diligences, notamment « la poste », passait devant la Mairie actuelle, montait la rue des Trois Sabots, rejoignait Coulangeron puis Avigneau, Escamps, Chevannes et enfin Auxerre.
Vers le milieu du XIXe siècle fut construite une nouvelle route plus directe pour relier facilement Ouanne à Auxerre : c'est la D85 qui rejoint la N151 par la rude « Côtes aux Anes ». On dit que « Les diligences peinaient tant qu'au bas de la côte un astucieux se proposa, avec ses ânes et contre quelques deniers, d'aider les chevaux défaillants » d'où le nom la « Côte aux Anes ».
En se dirigeant vers Courson-les-Carrières et la Forterre, on doit monter « la Montagne de Fontenailles » (320 mètres) et, si l'on gagne Saint-Sauveur et sa Puisaye, il faut une fois de plus, changer de vitesse pour avaler « la côte de Vrilly » qui culmine à 370 mètres.
Il n'y a qu'une route plate, celle qui longe la tortueuse rivière de l'Ouanne pour gagner Toucy, puis Charny et la Puisaye humide et bocagère.

### Communes limitrophes
| Leugny    | Diges  | Coulangeron            |
| Levis     | Ouanne | Merry-Sec Fontenailles |
| Sementron | Taingy | Molesmes               |

### Climat
Pour des articles plus généraux, voir Climat de la Bourgogne-Franche-Comté et Climat de l'Yonne.
En 2010, le climat de la commune est de type climat océanique dégradé des plaines du Centre et du Nord, selon une étude du Centre national de la recherche scientifique s'appuyant sur une série de données couvrant la période 1971-2000. En 2020, Météo-France publie une typologie des climats de la France métropolitaine dans laquelle la commune est exposée à un climat océanique altéré et est dans la région climatique  Centre et contreforts nord du Massif Central, caractérisée par un air sec en été et un bon ensoleillement. 
Pour la période 1971-2000, la température annuelle moyenne est de 10,9 °C, avec une amplitude thermique annuelle de 16 °C. Le cumul annuel moyen de précipitations est de 824 mm, avec 12,9 jours de précipitations en janvier et 7,8 jours en juillet. Pour la période 1991-2020, la température moyenne annuelle observée sur la station météorologique de Météo-France la plus proche, « Molesmes_sapc », sur la commune de Les Hauts de Forterre à 5 km à vol d'oiseau, est de 11,1 °C et le cumul annuel moyen de précipitations est de 850,3 mm. 
La température maximale relevée sur cette station est de 40,6 °C, atteinte le 25 juillet 2019 ; la température minimale est de −20 °C, atteinte le 9 janvier 1985,,. 
Les paramètres climatiques de la commune ont été estimés pour le milieu du siècle (2041-2070) selon différents scénarios d'émission de gaz à effet de serre à partir des nouvelles projections climatiques de référence DRIAS-2020. Ils sont consultables sur un site dédié publié par Météo-France en novembre 2022.

## Urbanisme

### Typologie
Au 1er janvier 2024, Ouanne est catégorisée commune rurale à habitat très dispersé, selon la nouvelle grille communale de densité à sept niveaux définie par l'Insee en 2022.
Elle est située hors unité urbaine. Par ailleurs la commune fait partie de l'aire d'attraction d'Auxerre, dont elle est une commune de la couronne,. Cette aire, qui regroupe 104 communes, est catégorisée dans les aires de 50 000 à moins de 200 000 habitants,.

### Occupation des sols
L'occupation des sols de la commune, telle qu'elle ressort de la base de données européenne d’occupation biophysique des sols Corine Land Cover (CLC), est marquée par l'importance des territoires agricoles (96,8 % en 2018), une proportion identique à celle de 1990 (96,8 %). La répartition détaillée en 2018 est la suivante : 
terres arables (82,8 %), zones agricoles hétérogènes (9,2 %), prairies (4,7 %), forêts (2,2 %), zones urbanisées (1,1 %). L'évolution de l’occupation des sols de la commune et de ses infrastructures peut être observée sur les différentes représentations cartographiques du territoire : la carte de Cassini (XVIIIe siècle), la carte d'état-major (1820-1866) et les cartes ou photos aériennes de l'IGN pour la période actuelle (1950 à aujourd'hui).

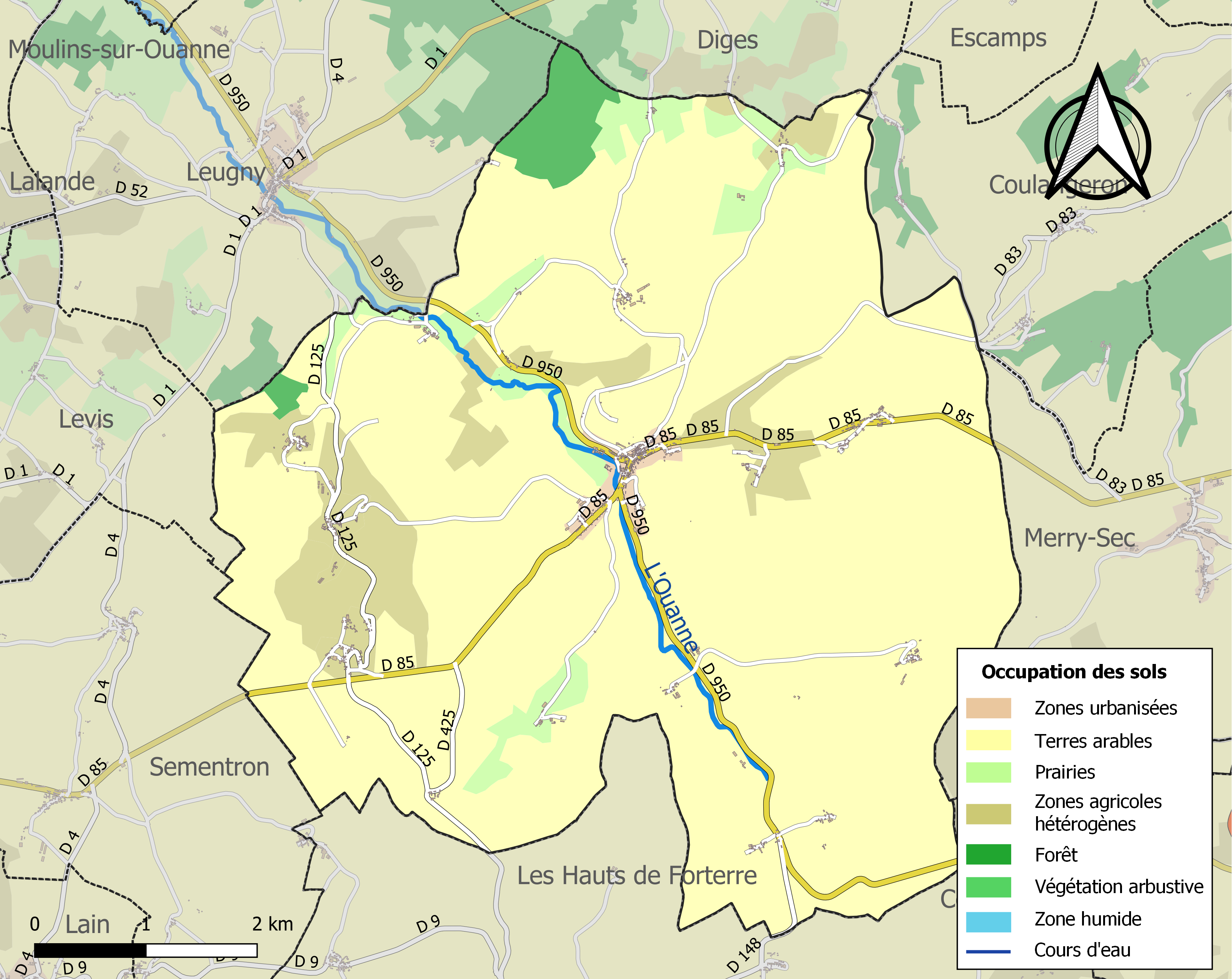
Carte des infrastructures et de l'occupation des sols de la commune en 2018 (CLC).

## Histoire

### Antiquité
La localité existait déjà à l'époque gallo-romaine sous le nom d’Odouna ou Oduna. Après le départ des légions romaines, chassées par les barbares venus de l'est, le nom d'« Odouna » évolue et se transforme au cours des siècles : Ouayne, Ouene, Ouaine, pour devenir Ouanne après la révolution de 1789.
La station antique d'Ouanne est connue d'après un fragment de marbre du IIe siècle conservé au musée d'Autun, couramment appelé l'itinéraire d'Autun car découvert dans cette ville. Le marbre indique les distances sur la voie romaine d'Auxerre à Entrains.

### Moyen Âge

#### Haut Moyen Âge
Ouanne faisait partie au VIe siècle du pagus (pays) d'Auxerre, avec le titre de vicairie. En 596 le règlement de saint Aunaire, 18e évêque d'Auxerre (572-605), inclut Ouanne dans les trente principales paroisses du diocèse.
La voie romaine était connue encore au Haut Moyen Âge, puisqu'en 841 Charles le Chauve suivit ce chemin jusqu'en face de Thury, où il assit son camp avant de livrer la bataille de Fontenoy (Fontanetum). Elle fait mention de la voie allant d'Auxerre à Entrains, puis à Mesvres « Massava », en passant par Ouanne « Odouna ». C'est le « Cheminum levatum quo tendibur ab INTERANUM et AUTISSIODORUM » : chemin levé qui tend d'Entrains à Auxerre. Lors de la construction du groupe scolaire en 1954, de nombreux sarcophages de pierre furent retrouvés.

#### Moyen Âge classique
En 1086 existait, dans Ouanne, une « forteresse avec fossé extérieur ». Au bourg, la propriété appelée la Motte a été l'un des premiers fiefs. Elle était entourée de fossés, ainsi qu'on peut le voir (en partie) sur le cadastre de 1836. On y trouvait un moulin et un pigeonnier. Le château d'Etrisy, dont il subsistait quelques ruines, est maintenant entièrement rasé.
Au XIIe siècle, les abbayes de Reigny et de Saint-Marien s'y installèrent. Plus tard, la terre releva du fief du baron de Donzy, et en arrière-fief du comté de Nevers.

#### Bas Moyen Âge
Du château d'Etrisy, il reste un corps de ferme auquel a été accolée une grosse maison bourgeoise, avec un parc ombragé, vers le milieu du XIXe siècle et qui longe la route d'Ouanne à Toucy, à gauche en sortant du bourg. Cette ferme fortifiée a conservé quatre tours dont les toitures en poivrière, recouvertes de tuiles, émergent des toits des bâtiments. L'une de ces tours aurait été construite sous le règne de Charles VII. Constamment entretenu et rénové, cet ancien château est le témoignage d'un passé encore proche et pourtant très lointain (cadastre de 1836, présent à la mairie de Ouanne).
Il existait de nombreuses chapelles dans les différents hameaux :
- Saint-Georges-Sainte-Appoline à Montputois (XVe),
- Saint-Marien à Oiselet dans une "Maison forte" (XVIe),
- Saint-Loup à Vrilly, et à Duenne Sainte-Anne-Sainte-Reine, ainsi qu'un
- prieuré Saint-Lazare-et-Sainte-Madeleine.

Le prieuré bénédictin Notre-Dame d'Ouanne est uni au prieuré de la Charité-sur-Loire dès le XIe siècle.

### Époque moderne
En 1566, Charles IX, venant également de la Loire, dîne à Ouanne, le 18 avril, et va ensuite coucher à Auxerre.
Au XVIIe siècle, les différents fiefs de la commune appartenaient pour les deux tiers à Thérèse de Baillyon, dame de La Tournelle, et pour un tiers à Dame Marie-Louise de Druyes, épouse de Charles Chevalier, seigneur des Minières, et à Messire Jacques-Marie de Druyes, seigneur d'Avry, de Lamothe et de La Chategneraye. La commune, composée de dix-huit hameaux, avait presque ses limites actuelles.
LES SEIGNEURS ET LES FIEFS: — Au XVIIe siècle,la famille Marie d’Avigneau, qui fut anoblie après le combat de Bléneau, possédait la terre d’Ouanne. En 1650, ce seigneur était prénommé André ; il était aussi seigneur de Charentenay et de Treigny et, en 1680, il le fut de Nanteau et de Creuzy (Voir la monographie de Migé). À sa mort, sa veuve Marie Nigot partagea ses biens entre ses enfants et Ouanne échut, avec Creuzy et Nanteau, à son fils André-Zacharie qui les revendit plus tard au comte de Courson, Pierre-David Perrinet.
En 1712, le seigneur d’Ouanne, qui possédait aussi les Miniers, ancienne châtellenie, s’appelait René Chevalier des Miniers. En cette année-là il épousait Charlotte de Moncorps qui, avec sa sœur Elisabeth, héritait de l’hoirie de Jean de Moncorps, leur père. Elle apportait à son mari la terre des Drillons, à Merry-Sec. Il eut pour successeur son fils Claude-Charles Chevalier.
Usselot, était, comme les Miniers, un fief d’Ouanne. (Voir Merry-Sec). il appartenait en 1180 à Étienne de Lalande dont la famille le garda quelques siècles. Au XVIIe siècle, il échut à Edme Lecomte de La Ferté qui le vendit en 1650 deux mille livres au comte de Courson. (Voir cette monographie).
Vers la même époque, le fief de Cussy, toujours du territoire d’Ouanne, avait comme propriétaire un chirurgien aux armées de Hollande, Dufaux, seigneur d’Estrisy. Ces deux seigneuries relevaient d’Ouanne qui était érigée en baronnie.

### Époque contemporaine
En 1790, Ouanne devient chef-lieu de canton, mais le nombre de cantons diminue et le village est rattaché à Courson-les-Carrières.
À la Révolution française, les familles Chevalier et de Moncorps se partageaient le territoire avec les clergés de Taingy, Auxerre, Coulangeron. Leurs biens furent confisqués et tout fut vendu comme bien national et à vil prix. Ainsi les 12 hectares environ de terres avec les deux corps de bâtiments de Moncorps furent vendus le 27 messidor an VII pour 3 000 francs, et les 36 hectares de Jean-Jacques-Germain Chevalier de Miniers s’élevèrent seulement à 11 343 francs. De son côté, l’État, en vendant les biens nationaux, s’engageait à allouer un traitement annuel aux membres du clergé en créant un budget des cultes, ce qui n’eut lieu que jusqu’au 18 septembre 1794 et ne fut rétabli qu’avec le Concordat de 1802.
Dans le latéral nord-est de l'église, une pierre tombale de Charles Jean-Jacques Germain, chevalier de Miniers, chevalier de Saint-Louis, chef de bataillon retraité, et décédé à Ouanne le 1er mai 1840 dans sa 82e année.
Au bourg, la source a une profondeur de quatre mètres. Il est très difficile de la vider entièrement. Mais en 1850, les contemporains de Napoléon III, armés de pelles et de pioches et de leur courage, la vidèrent facilement en détournant le cours de l'Ouanne.
Au XIXe siècle on a construit, juste après cette source, un joli lavoir offert à la commune.
En 1972, les deux communes de Ouanne et de Chastenay s'associent.
En 2009, le bureau de poste de Ouanne est transformé en agence postale communale.

## Politique et administration
| Période        | Période      | Identité          | Étiquette | Qualité |
| -------------- | ------------ | ----------------- | --------- | ------- |
| mars 1989      | mars 1995    | Max Bouttaz       |           |         |
| mars 1995      | mars 2008    | Ginette Berthier  |           |         |
| mars 2008      | juillet 2009 | Rémy Virtel       |           |         |
| septembre 2009 | En cours     | Catherine Cordier |           |         |

## Démographie
L'évolution du nombre d'habitants est connue à travers les recensements de la population effectués dans la commune depuis 1793. Pour les communes de moins de 10 000 habitants, une enquête de recensement portant sur toute la population est réalisée tous les cinq ans, les populations de référence des années intermédiaires étant quant à elles estimées par interpolation ou extrapolation. Pour la commune, le premier recensement exhaustif entrant dans le cadre du nouveau dispositif a été réalisé en 2007.

En 2022, la commune comptait 584 habitants, en évolution de −4,89 % par rapport à 2016 (Yonne : −1,95 %, France hors Mayotte : +2,11 %).
| 1793  | 1800  | 1806  | 1821  | 1831  | 1836  | 1841  | 1846  | 1851  |
| ----- | ----- | ----- | ----- | ----- | ----- | ----- | ----- | ----- |
| 1 019 | 1 054 | 1 008 | 1 179 | 1 233 | 1 130 | 1 169 | 1 213 | 1 239 |

| 1856  | 1861  | 1866  | 1872  | 1876  | 1881  | 1886  | 1891  | 1896  |
| ----- | ----- | ----- | ----- | ----- | ----- | ----- | ----- | ----- |
| 1 207 | 1 182 | 1 204 | 1 260 | 1 078 | 1 054 | 1 093 | 1 027 | 1 032 |

| 1901 | 1906 | 1911 | 1921 | 1926 | 1931 | 1936 | 1946 | 1954 |
| ---- | ---- | ---- | ---- | ---- | ---- | ---- | ---- | ---- |
| 991  | 895  | 862  | 750  | 730  | 720  | 688  | 630  | 664  |

| 1962 | 1968 | 1975 | 1982 | 1990 | 1999 | 2006 | 2007 | 2012 |
| ---- | ---- | ---- | ---- | ---- | ---- | ---- | ---- | ---- |
| 664  | 640  | 799  | 589  | 627  | 661  | 694  | 698  | 635  |

| 2017 | 2022 | - | - | - | - | - | - | - |
| ---- | ---- | - | - | - | - | - | - | - |
| 606  | 584  | - | - | - | - | - | - | - |

## Lieux et monuments

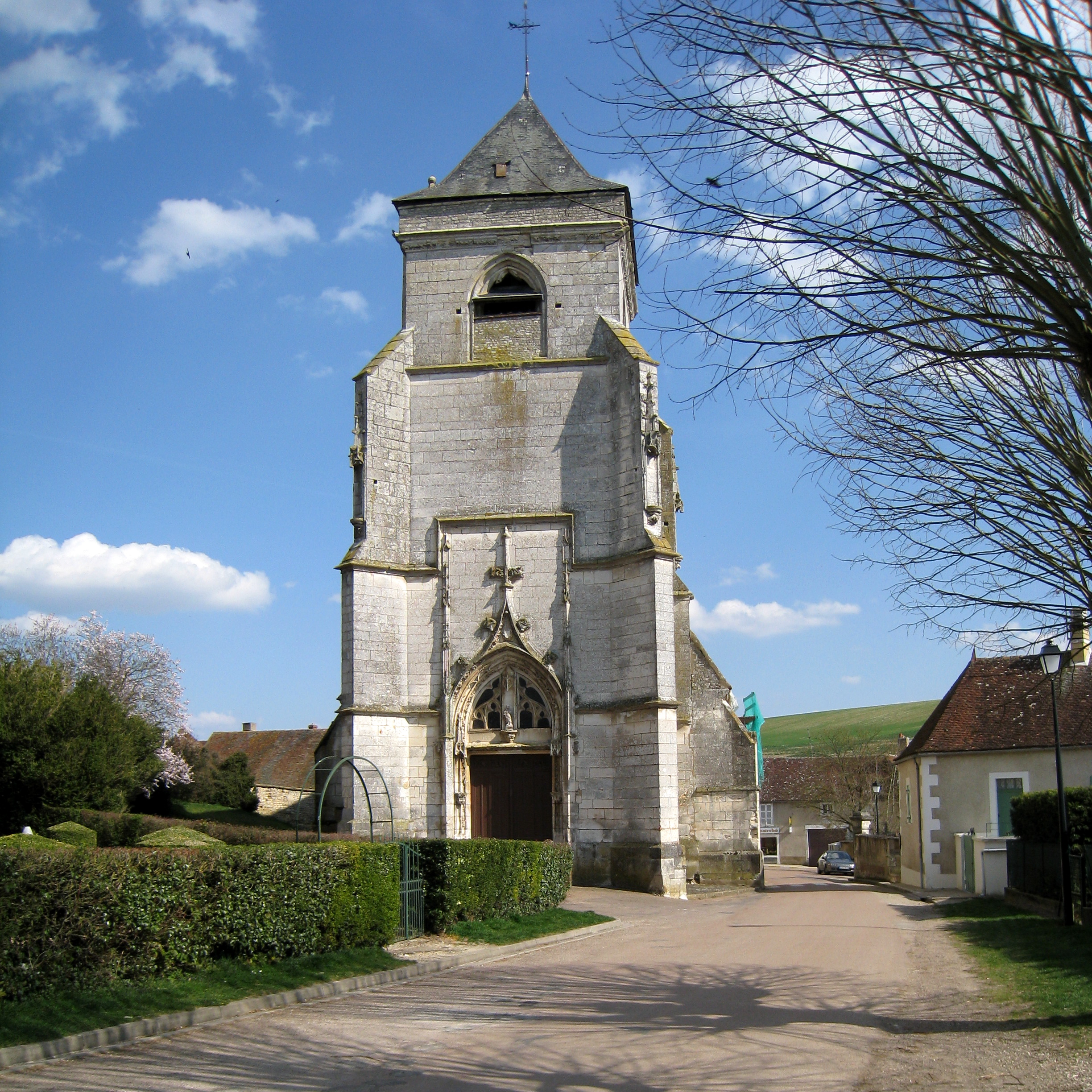
L'église

- L'église Notre-Dame, de style gothique flamboyant, a été construite aux XVe et XVIe siècles par les familles des Ulmes et de Beaujeu, entièrement voûtée. À remarquer : un transi. Elle est de style ogival assez élégant, à trois nefs, du XVIe siècle. Sa longueur dans œuvre est de 44,40 m ; sa largeur aux nefs de 13,35 m ; la largeur du sanctuaire est de 6,66 m ; la hauteur générale de la voûte, de 11,90 m. Treize vitraux, représentant des scènes de l'Ancien et du Nouveau Testaments, ou des saints (dont saint Nicolas et saint Édouard le Confesseur), sont disposés autour du maître-autel.

L'église est bâtie avec les mêmes pierres qui ont servi à construire la cathédrale d'Auxerre, et une grande partie des monuments du centre de Paris. Les grosses pierres blanches viennent du hameau de Champoux. Le portail est orné de moulures creuses sculptées de feuillages. Au milieu de l'arcade, on remarque deux anges tenant un écusson facé de six pièces, et, en retraite, deux niches vides abritées de dais et ornées sur les stylobates de salamandres. Sur le rampant du pignon, des griffons sont sculptés. La tour carrée au-dessus du portail est percée de larges baies flamboyantes, divisées en trois étages par des corniches refouillées ; un clocher bas la couronne. On remarque également, au côté sud du vaisseau, un petit portail ogival du XVIe siècle, très riche. Le portail, la tour et les contreforts sont en grand et moyen appareil ; le corps de l'église en moellons. Les fenêtres, larges et divisées par des meneaux, sont murées aux trois-quarts. À l'intérieur, trois nefs formant parallélogramme; les bas côtés tournant autour du sanctuaire au chevet pentagonal. Huit travées composent l'édifice. Les piliers sont ornés de nervures prismatiques qui montent et se croisent sous la voûte en pierre; celle du sanctuaire est à pendentifs. Dans le mur de la tour un cadavre sculpté est offert aux regard représenté rongé par les vers; ce morceau paraît plus ancien que l'église.

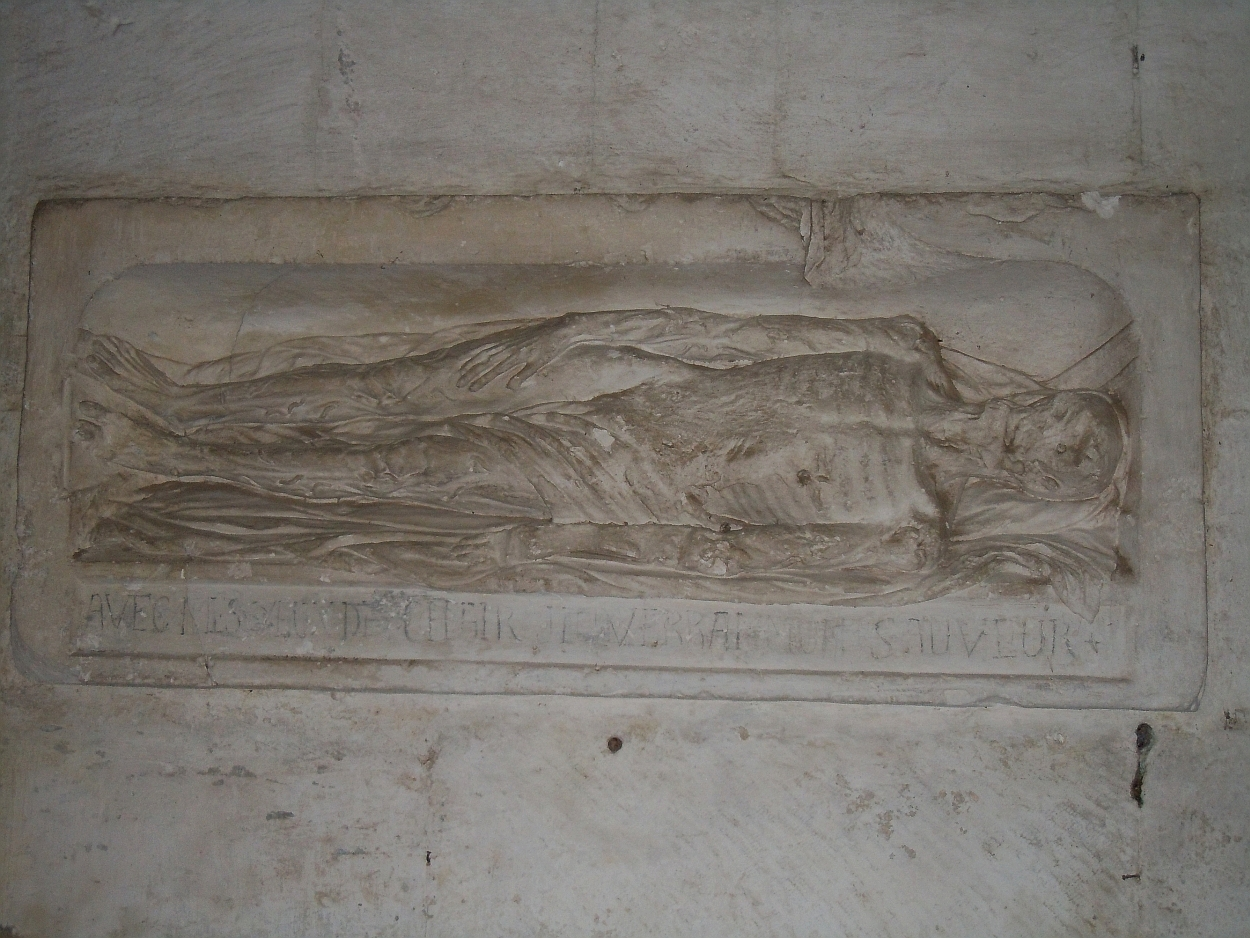
Vue du Transi de l'église d'Ouanne

L’église s’ouvre sous un porche à la droite duquel une chose macabre (Transi) peu commune attire immédiatement l’attention. C’est, dans une niche latérale, une statue en stuc ou en pierre représentant un cadavre rongé par les vers, couché sur le bras gauche, la chair déchiquetée, la face en décomposition, dont les orbites vides semblent vous fixer. Le portail, orné de gâbles et de pinacles Renaissance, dont la base a été dégagée par un déblaiement effectué quand on a voulu déplacer l’ancien cimetière, porte un linteau sculpté d’un corps d’enfant et du cep de vigne classique. Les voussures, qui englobent un tympan à verrière flamboyante, sont sculptées d’une ornementation d’arcs à redans entre deux lignes de ceps et surmontés d’un blason dans l’accolade des arcs. Ce style Renaissance du portail est celui du clocher de l’église entière allant de 1495 à 1520 environ. Par conséquent à l’intérieur ce ne sont que piliers à colonnettes prismatiques, vignes au lieu de chapiteaux, voûtes à liernes ou tiercerets et pendentifs, enfin hautes baies à verrières flamboyantes. Les voûtes des bas-côtés gothiques du commencement du XVe siècle paraissent seules trancher sur l’ensemble fleuri du XVIe siècle. Les nefs comptent huit travées l’élégance et la sveltesse des colonnes donnent un aspect de cathédrale à la haute voûte centrale. Le déambulatoire compte neuf grandes baies ternées dont celle de l’ancienne sacristie, qui est bouchée. Des boiseries nous cachent les sculptures de deux piliers du chœur.
Les Restaurations du XIXe siècle. — Quatre des curés qui ont desservi le long du XIXe siècle, pendant 60 ans, la paroisse d’Ouanne, ont apporté tous leurs soins à l’embellissement de leur église : 1° Claude-Anis Adnot (1820-1838), a restauré l’ancienne porte latérale nord qui était dans le style gothique des voûtes des bas-côtés, et a recouvert d’une toiture l’ancienne terrasse dut clocher que couronnait une balustrade ; 2° Sosthène Huchard (1869-1876) a remplacé les anciennes grilles en bois du chœur par des grilles neuves, dallé le sanctuaire, peint les piliers et les voûtes de l’église, supprimé le banc-d’œuvre dont un grand retable interceptait la vue du maître-autel; 3° Paul Dalbanne (1877-1887) a posé le maître-autel actuel fait par le sculpteur Marcoux de Nuits-sous-Ravières, remplacé contre des piliers du chœur par deux petits autels en pierre deux autels en bois avec retable dédiés à saint Edme et à saint Roch et transportés au fond des nefs latérales, démoli un autel de la Vierge placé dans le déambulatoire derrière le maître-autel, posé autour du chœur treize vitraux dont neuf historiés de personnages ou de scènes de l’Ancien et du Nouveau Testament ; 4° Louis Labour (t 888-1901), a achevé les sept vitraux du fond de l’église, refait le dallage du chœur et de la grande nef, posé les portes de l’entrée principale, surhaussées eu égard aux anciennes par suite de la suppression de l’escalier, enfin refondu la cloche qui fut bénite en 1889. L’ancienne remontait à 1785.
On note un tableau de retable, représentant saint Roch pèlerin au premier plan et saint Hubert chassant au deuxième plan. À la porte de l’ancienne sacristie, il existe une longue inscription en vieux français se rapportant aux messes à dire à l’intention d’un sieur Jacques Davau, un des serviteurs du duc de Montpensier et de la duchesse (1609). Dans le latéral nord-est une pierre tombale de « Charles-Jean-Jacques-Germain Chevalier de Miniers, chevalier de Saint-Louis, chef de bataillon retraité, décédé à Ouaine le 1er mai 1840 dans sa 82e année ».
L’ancien prieuré. — De l’ancien prieuré d’Ouanne, il nous reste au moins un document historique. C’est une inscription commémorative qu’on déchiffre encore sur un pan des vieux murs, où il s’agit de « noble Lazare Ducrot », avocat et conseiller d’État et privé de sa Majesté, décédé à Paris, inhumé aux Chartreux, fondateur du prieuré de Dvainne (Ouanne), qui fut érigé en chapelle sous le titre de Saint-Lazare et de Sainte-Magdeleine, et de damoiselle Peritte Bondy de Saint-Fargeau épouse de Nicolas Ducrot, neveu du fondateur, collateur et nominateur de ce prieuré, décédée le 3 décembre 1701 ».
L’acte de fondation du prieuré et des messes y relatives pour le fondateur et ses parents porte la date du 4 mars 1654.
- Ancienne chapelle au hameau de Duenne, ou existait jadis un prieuré
- Château des Minières, édifice modernisé flanqué de tours, XVIe siècle
- Château d'Etrisy, XVIe siècle
- Château de La Motte, au bourg d'Ouanne, autrefois siège d'un fief".
- Source de l'Ouanne, près du lavoir construit en 1867.
- Vestiges romains trouvés dans le jardin de M. Dejust, juge de paix ; tête en pierre de grandeur naturelle trouvée sur la tranchée de la route départementale d'Ouanne à Leugny, vers le moulin mignon (musée d'Auxerre). Médailles du bas empire, débris d'armes, etc.

## Culture
Foire saint-André le 3e dimanche de septembre

## Héraldique
|  | Les armes de la commune se blasonnent ainsi : de sinople à la pointe-ondée d'argent chargée de trois fers à moulins de gueules mal-ordonnés « un et deux », les flancs chargés de deux cosses d'abbayes d'or, affrontées et voile d'azur ; au chef cousu d'azur chargé d'une croix componée d'argent de gueules |

## Personnalités liées à la commune
- René Lepage de Sainte-Claire, seigneur-fondateur de la ville de Rimouski au Québec, est né à Ouanne.

## Pour approfondir